# 安多弗鎮區 (明尼蘇達州波爾克縣)
安多弗鎮區（英語：Andover Township）是位於美國明尼蘇達州波爾克縣的一個行政鎮區，於1877年設立。

## 地方資料
安多弗鎮區的面積為91.64平方千米，皆為陸地。根據2020年美國人口普查的數據，當地共有人口109人，而人口密度為每平方千米1.19人。